# Cl 0024+17

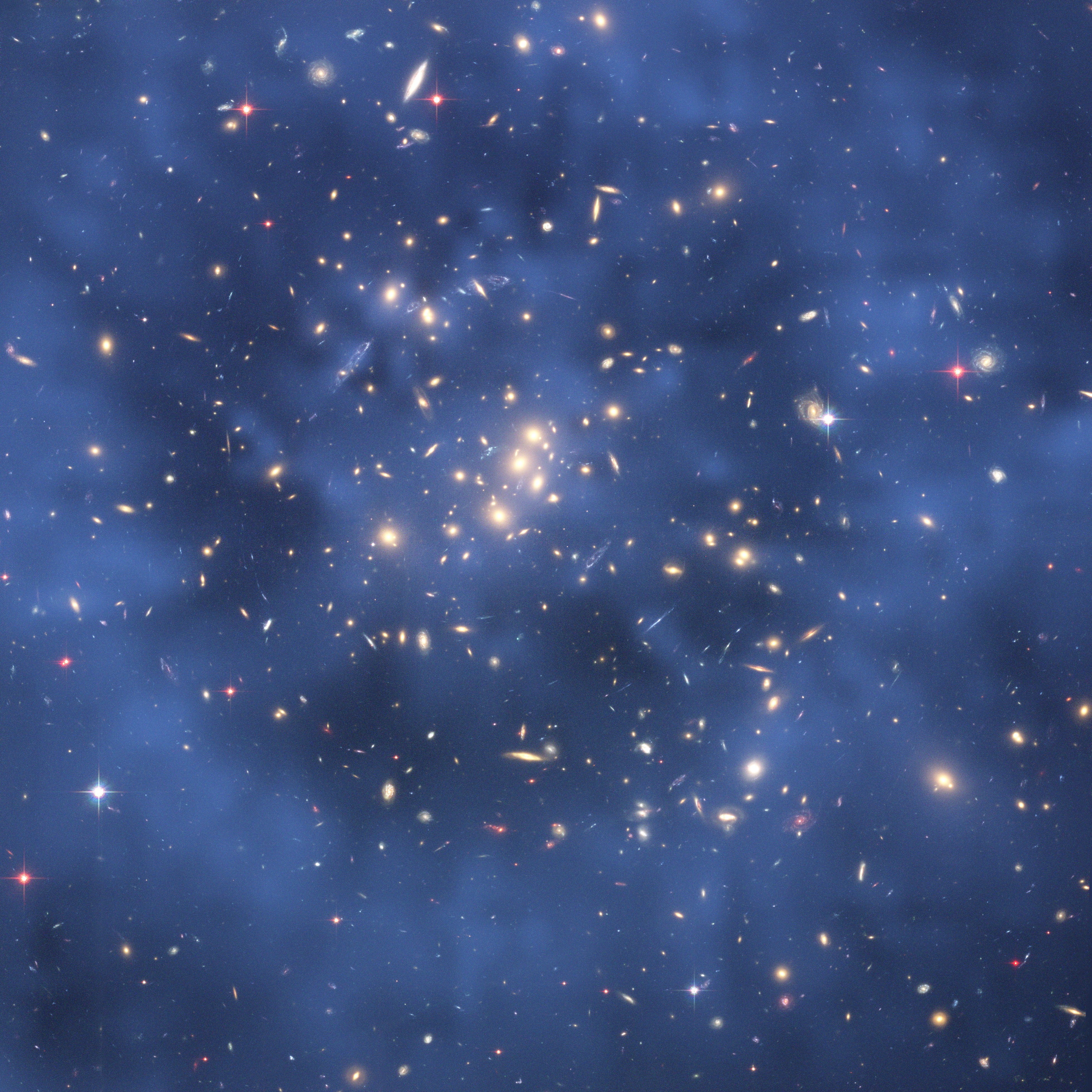
Cl 0024+17의 암흑물질 고리.

Cl 0024+17은 물고기자리에 있는 초대형 은하단이다. 암흑 물질의 고리가 존재한다. 암흑 물질의 고리를 찾음으로서 암흑 물질의 존재를 입증하였다.